# Mir Taqi Mir
Œuvres principales
Faiz-e-Mir
Zikr-e-Mir
Nukat-us-Shura
Kulliyat-e-Farsi
Kulliyat-e-Mir
Mir Muhammad Taqi Mir (février 1723 - 20 septembre 1810), également connu sous le nom de Mir Taqi Mir ou Meer Taqi Meer, est un poète ourdou de l'Inde moghole du XVIIIe siècle et l'un des pionniers à avoir donné forme à la langue ourdou elle-même. Il est l'un des principaux poètes de l'école de Delhi du ghazal ourdou, souvent comme l'un des meilleurs poètes de la langue ourdou. Il passe la dernière partie de sa vie à la cour d'Asaf-ud-Daulah à Lucknow.

## Vie
La principale source d'informations sur la vie de Mir est son autobiographie Zikr-e-Mir, qui couvre la période allant de son enfance au début de son séjour à Lucknow. Cependant, tout n'est pas indiqué, beaucoup de choses n'étant pas datées ou présentées sans ordre chronologique. Par conséquent, de nombreuses informations sur sa vie restent une question de spéculation.
Mir est né à Agra, en Inde (alors appelé Akbarabad et gouverné par les Moghols) en août ou février 1723. Son grand-père avait émigré du Hedjaz à l'État d'Hyderabad, puis à Akbarabad ou Agra. Sa philosophie de vie est formée principalement par son père, Mir Abdullah, un homme religieux. Ce dernier meurt alors que Mir est adolescent. Il quitte ensuite Agra pour Delhi afin de terminer ses études et pour trouver des mécènes,.
Certains chercheurs considèrent deux des masnavis de Mir (longs poèmes narratifs rimés en couplets), Mu'amlat-e-ishq ("Les étapes de l'amour") et Khwab o Khyal-e Mir ("Vision de Mir"), écrits à la première personne, comme inspiré par ses premiers amours mais il n'est pas clair à quel point ils sont autobiographiques,.
Mir vit une grande partie de sa vie à Mughal Delhi. Cependant, après le sac de Delhi par Ahmad Shah Abdali chaque année à partir de 1748, il déménage finalement déménagé à la cour d'Asaf-ud-Daulah à Lucknow, à l'invitation du dirigeant. Affligé d'assister au pillage de sa bien-aimée Delhi, il exprime ses sentiments à travers certains de ses couplets.
Mir émigre à Lucknow en 1782 et y reste jusqu'à la fin de sa vie. Bien qu'il reçoit un accueil aimable d'Asaf-ud-Daulah, il trouve qu'il est considéré comme démodé par les courtisans de Lucknow. Les relations de Mir avec son patron se tendent progressivement et il rompt finalement ses liens avec la cour. Dans ses dernières années, Mir est très isolé. Sa santé se détériore rapidement et la mort prématurée de sa fille, de son fils et de sa femme lui causent une grande détresse,.
Il meurt le vendredi 21 septembre 1810,. La marque de sa sépulture est enlevée à l'époque moderne lorsque des voies ferrées sont construites sur sa tombe.

## Œuvre
Ses œuvres complètes, Kulliaat, se composent de six Diwans contenant 13 585 couplets, comprenant différentes formes poétiques : ghazal, masnavi, qasida, rubai, mustezaad, satire, etc. La réputation littéraire de Mir est ancrée dans les ghazals de son Kulliyat-e-Mir, dont beaucoup sur les thèmes de l'amour. Son masnavi Mu'amlat-e-Ishq (Les étapes de l'amour) est l'un des plus grands poèmes d'amour connus de la littérature ourdou.
Mir vit à une époque où la langue et la poésie ourdou sont à un stade de formation et son sens esthétique instinctif l'aide à trouver un équilibre entre l'expression indigène et le nouvel enrichissement provenant de l'imagerie et de l'idiome persans pour constituer la nouvelle langue d'élite connue sous le nom de Rekht. ou Hindui. Basant sa langue sur son hindoustani natal, il crée un langage poétique à la fois simple, naturel et élégant, repris par des générations suivantes de poètes.
La mort des membres de sa famille ainsi que ses épreuves de vie affectent fortement une grande partie de l'écriture de Mir. Il est ainsi noté pour sa poésie de pathétique et de mélancolie,.

## Mir Taqi Mir dans la fiction
- Le célèbre roman de Khushwant Singh, Delhi: A Novel, donne des détails sur la vie et les aventures du poète.
- Mah e Mir est un film biographique pakistanais de 2016 réalisé par Anjum Shahzad où Fahad Mustafa joue le rôle principal de Mir Taqi Mir.

## Principaux travaux
- "Nukat-us-Shura" Dictionnaire biographique des poètes ourdou de son temps, écrit en persan[5].
- "Faiz-e-Mir" Collection de cinq histoires sur les soufis et les faqirs, qui auraient été écrites pour l'éducation de son fils Mir Faiz Ali[11].
- Autobiographie "Zikr-e-Mir" écrite en langue persane[3].
- "Kulliyat-e-Farsi" Recueil de poèmes en persan
- "Kulliyat-e-Mir" Collection de poésie ourdou composée de six diwans (volumes).
- Kulliyat e Mir (Deewan Awal)
- Kulliyat e Mir (Deewan Duam)
- Kulliyat e Mir (Deewan Suam)
- Kulliyat e Mir (Deewan Chaharam)
- Kulliyat e Mir (Deewan Panjam)
- Kulliyat e Mir (Deewan Shasham)
- Mir Taqi Mir Ki Rubaiyat